# Djémila
Djémila (en árabe: جميلة), también conocida como Cuicul, es un yacimiento arqueológico romano en Argelia, inscrito como Patrimonio de la Humanidad de la Unesco en 1982.

## Situación

Localización de Cuicul en el África romana.

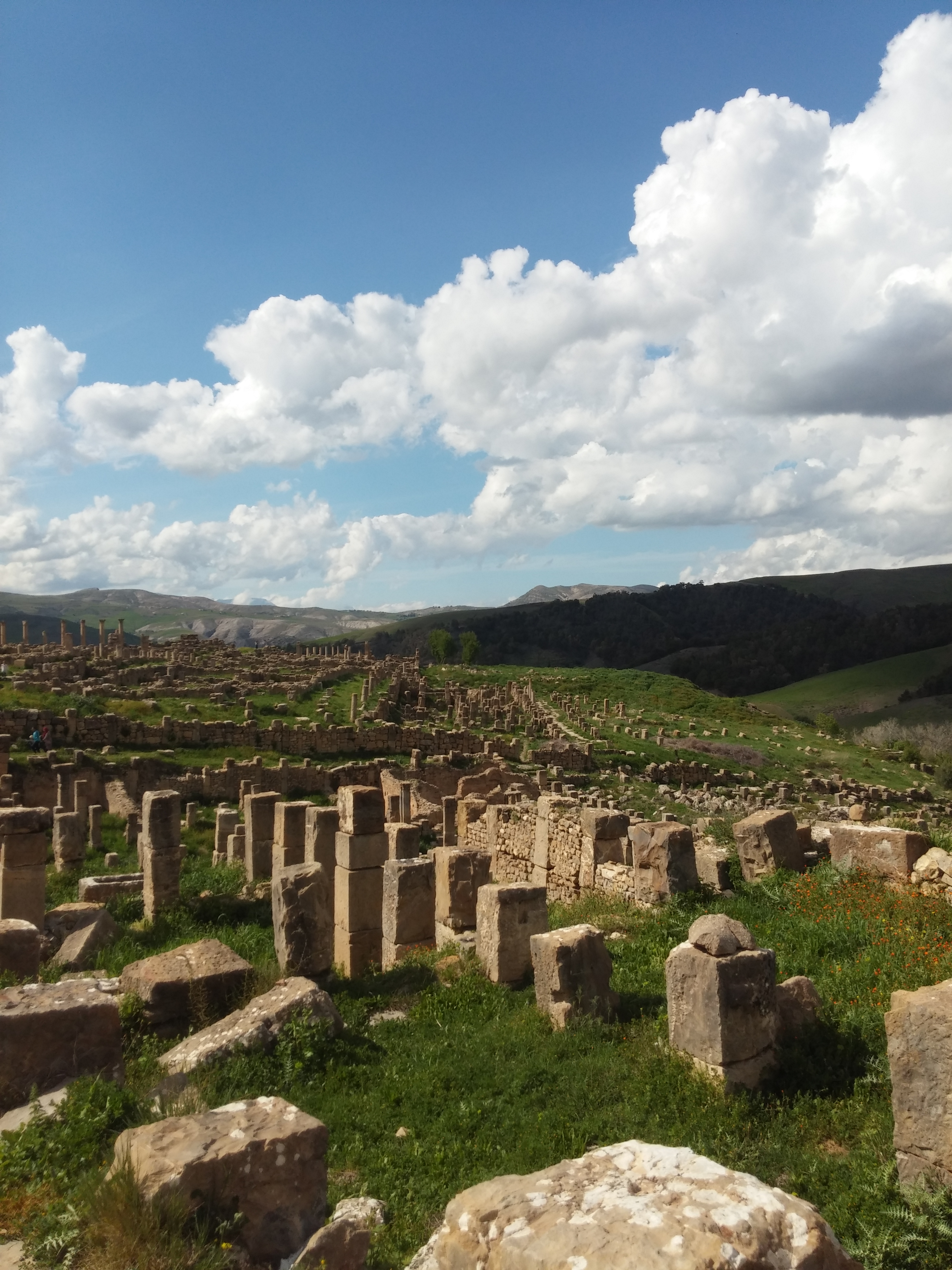
Conjunto de pilares en Djémila.

Estas ruinas romanas se ubican en un paraje de extraordinaria belleza. Se trata de la región montañosa de la costa argelina en la provincia de Setif.

## Descripción
Con sus foros, templos, basílicas, arcos triunfales y edificios residenciales, este yacimiento arqueológico es un interesante ejemplo de ciudad romana adaptada a terrenos montañosos.

## Historia
Djémila es junto a Timgad y Tipasa una de las tres colonias romanas más importantes de la actual Argelia
La ciudad de Cuicul fue fundada en un terreno accidentado al norte de Argelia al final del siglo I (en el año 96), probablemente por los veteranos de Nerva. Su nombre es el de un pueblo o un lugar bereber que aún no se ha latinizado. Es antes de Timgad una de las últimas colonias en África.
Bajo los Antoninos, la ciudad fue embellecida con un foro, un capitolio, varios templos, una curia, un mercado y un teatro. Con la construcción de las grandes termas el reinado de Cómodo marca la extensión de la ciudad hacia el sur.
Bajo los Severos, se desarrollaron nuevos barrios al sur en torno a un gran foro, se crearon nuevas calles, y la ciudad poco a poco se convirtió en una ciudad en la que se podía vivir bien, y en la que se desarrollaron casas lujosas.
La antigüedad tardía vio a Cuicul seguir una vida urbana dinámica: un barrio cristiano con basílica y baptisterio y se constituyó en la parte sur de la ciudad y se construyó una basílica civil, las lujosas casas de los nobles no cesaron  de engrandecerse, equipándose con baños privados y con un espacio considerable para recepciones (basílicas privadas). La casa de Europa o de Castorius revelan este estilo de vida de los ricos y de los dirigentes y han conservado una gran decoración en mosaicos.
Cuicul fue ocupada en 431 por los vándalos quienes persiguieron a los  católicos hasta su salida provisional después de los acuerdos con Genserico en 442.
La ciudad fue reconquistada por los bizantinos, recuperando una apariencia de estabilidad y de actividad, pero cayó en el olvido a finales de siglo VI.
Dado el estado de conservación de las ruinas, la ciudad fue inscrita en la lista de Patrimonio de la Humanidad en 1982.

## Ciudad romana antigua de Cuicul

### Cardo maximusydecumanus maximus
El cardo maximus, que se une con la carretera de Lambesi, se sitúa fuera del centro y sigue el borde occidental del espolón. A la altura del foro, atraviesa el decumanus maximus. El pavimento está notablemente bien conservado, pero algunas losas rotas permiten ver las tuberías de desagüe. Los pilares y columnas que bordean el cardo estaban cubiertos en otro tiempo por un tejado que daba cobijo a los transeúntes.
En la galería inferior, vistas sucesivas recorren el cardo de norte a sur:
|                                                                            |
| Puerta norte o puerta de Igilgili (Jijel), vestigio del recinto primitivo. |

|                            |
| Cardo en su extremo norte. |

|                                        |
| Cardoa la altura de la casa de Europa. |

|                                     |
| El cardo maximus cerca del mercado. |

|                          |
| Pavimentación del cardo. |

|                                                                    |
| Cardo maximus: a la izquierda, en la pared, entrada de la prisión. |

|                                         |
| Arco que cruza el cardo cerca del foro. |

|                                   |
| Tragaluz sobre las alcantarillas. |

### Foro
El foro era la plaza pública donde se reunían los ciudadanos para comerciar y tratar los asuntos de la ciudad. Situado en el cruce del cardo y el decumanus, el foro tiene una superficie de 2000 m2. Conserva su pavimento regular. Antiguamente estaba rodeado de pórticos y estatuas sobre pedestales, de los que hoy sólo quedan las columnatas que lo delimitan por el sur. En el centro del foro se encuentra un gran altar monumental de la segunda mitad del siglo III decorado con bajorrelieves.
En Cuicul, el foro fue concebido como un complejo arquitectónico que agrupaba un conjunto de edificios públicos, administrativos y religiosos: al norte, el capitolio y el mercado; al sur, el templo de Venus Genetrix; al oeste, la basílica judicial y la prisión; al este, la curia.
|                         |
| Vista general del foro. |

|                              |
| Basílica judicial y el foro. |

|                     |
| Columnata del foro. |

### Curia
La curia se encuentra al noreste del foro, cerca del capitolio. Al igual que la basílica civil, en la actualidad es un vasto cuadrilátero desnudo, revestido de sillares. Antiguamente, la curia estaba revestida de ónix y su suelo estaba pavimentado con mármol rojo.

### Capitolio
El capitolio estaba consagrado a los cultos de Júpiter, Juno y Minerva. Situado al noreste del foro, era el centro religioso y político de Cuicul. Tiene forma cuadrada y consta de seis lugares. El altar de los sacrificios permanece frente a la escalera de acceso al santuario: sus enormes columnas de 14 metros de altura se derrumbaron sobre el foro.
| |
| Columnatas del capitolio esparcidas por el suelo del foro. Frente a la escalera, el altar de sacrificios. |

|                                                  |
| Altar del capitolio: escenas de los sacrificios. |

|                                      |
| Entrada del lado este del capitolio. |

### Mercado de Cosinio
El macellum es uno de los monumentos más evocadores de la ciudad. Una placa conmemorativa nos dice que el mercado fue ofrecido a la ciudad por un ciudadano adinerado llamado Lucio Cosinio Primo.
Es una sala rectangular de 28 × 23 metros de lado, contiguo al capitolio. Se accede por una puerta que da a un patio al aire libre rodeado por un pórtico del que sólo se conservan las columnas de mármol. En el centro, restos de una fuente hexagonal esculpida en la que se pueden leer dos inscripciones dedicadas a Mercurio, dios del comercio. Bajo el pórtico hay 17 comercios cuyo acceso está bloqueado por un mostrador de piedra. Entre las columnas, en el lado sur, se utilizó para la medición de granos y líquidos una tablilla de piedra decorada con esculturas, que tiene tres cavidades rectangulares de diferentes tamaños.
|             |
| El mercado. |

|                     |
| Entrada al mercado. |

|                                                          |
| Escalera que conduce del mercado a la basílica judicial. |

|                                      |
| El cardo desde la basílica judicial. |

### Basílica judicial
La basílica judicial ocupa la parte occidental del foro sobre un área de 532 m2. Fue erigida en el 169 durante el reinado del emperador Lucio Vero. Sirvió como palacio de justicia y bolsa de comercio.

### Templo de Venus Genetrix
Este santuario está dedicado a Venus, diosa del amor y la belleza. César introdujo a Venus Genetrix, diosa de la maternidad y el hogar. El templo ha conservado sus columnas de granito.
|                       |
| Entrada al santuario. |

|                           |
| Templo de Venus Genetrix. |

### Viviendas
Vestigios de mosaicos, columnatas, piscinas y fuentes atestiguan la riqueza de ciertas residencias que disponían de salas de recepción y letrinas privadas. La casa de Europa, la casa del asno vencedor o la casa de Castorio son los ejemplos más notables.

## Ciudad romana nueva de Cuicul
La nueva ciudad se desarrolló más allá de las murallas destruidas del sur, en las proximidades del teatro y de las grandes termas que datan de un período anterior. Tiene todos los atributos de una ciudad romana.

### Plaza de los Severos
En el centro geográfico de Cuicul, el foro nuevo (o plaza de los Severos) separa los barrios antiguos de los nuevos. Se trata de una vasta explanada inclinada de 3200 m2, dispuesta a finales del siglo I y principios del II, dominada al oeste por el arco de Caracalla y al este por el templo Septimiano.
La plaza de los Severos es el punto de partida de cinco calles. Las dos calles del norte atraviesan la ciudad antigua, la tercera pasa bajo el arco de Caracalla y se une a la carretera de Sétif, la cuarta conduce al teatro y la quinta prolonga el cardo, atraviesa la plaza y conduce a las termas y al barrio cristiano.
En esta plaza había numerosos edificios públicos y religiosos. A ambos lados del arco se alzan el pórtico de un templo, que pudo servir de tribuna para arengas, y los restos de una torre de agua; un poco más atrás, una vasta sala con ábside, el mercado de telas y una sala de letrinas públicas. Junto al templo Septimiano, una basílica judicial que sustituyó a finales del siglo IV a un templo de Saturno Frugífero.
Al norte queda una alineación de columnatas, único vestigio de los pórticos dispuestos a ambos lados de la plaza.
|                                             |
| La plaza, vista desde el templo Septimiano. |

|                                                                        |
| A la izquierda, puerta sur del cardo y, enfrente, la calle del teatro. |

|                            |
| Parte noreste de la plaza. |

|                            |
| Letrinas públicas romanas. |

### Arco de Caracalla
El arco de triunfo se erigió en 216 en honor del emperador Caracalla, su madre Julia Domna y su difunto padre Septimio Severo. Sobre una inscripción dedicada en el frontón, los tres pedestales sostenían sus estatuas. Otras estatuas ocupaban los nichos con columnas. Construido a la entrada de la carretera de Sétif, este edificio de 12,5 metros de altura da acceso a la plaza de los Severos.
En 1839, el duque de Orleans, Fernando Felipe, de paso por Djémila con un cuerpo expedicionario, lo vio y concibió el proyecto de hacerlo transportar a París para erigirlo en una plaza. Tras su muerte en 1842, cuando el traslado estaba casi listo, se abandonó el proyecto.
|                                         |
| Vista occidental del arco de Caracalla, |

|                                     |
| Arco de Caracalla. Vista del cardo. |

|                                   |
| Vista este del arco de Caracalla. |

### Templo Septimiano
El templo Septimiano, que domina la mayor parte de la ciudad, fue dedicado en 229, durante el reinado de Severo Alejandro, a la gens Septimania, una familia norteafricana originaria de Leptis Magna, que llegó al poder con Severo en 193.
El templo, situado en la esquina sureste de la plaza de los Severos, se asienta sobre una plataforma flanqueada por columnatas y a la que se accede por una escalinata de dieciséis peldaños. Esta explanada soporta un segundo podio o base del edificio, que incluye una nueva escalinata y una fachada de columnas corintias de más de 10 metros de altura. La puerta por la que se accede al interior del templo tiene un marco rectangular con molduras, inscrito en un arco abierto que estaba decorado con las efigies de Septimio Severo y Julia Domna.
|                    |
| Templo Septimiano. |

|                                         |
| Templo Septimiano, visto desde el este. |

|                                                                             |
| Templo Septimiano y restos de una basílica judicial, vistos desde la plaza. |

|                                         |
| Barrios del sur y el templo Septimiano. |

### Teatro
El teatro fue construido en 161, durante el reinado de Marco Aurelio y Lucio Vero, por Cayo Julio Crescente y Cayo Julio Didio Crescentiano, dos notables cuiculitanos. Construido en el extremo oriental de la ciudad, está adosado a la colina sobre la que más tarde se desarrolló el barrio cristiano. Se accede por un camino que rodea la colina por su base y se abre a la plaza de los Severos a través de un arco de doble vano.
Sus gradas están dispuestas en semicírculo alrededor de la orchestra y delante del escenario. Podía acoger a 3.000 espectadores que accedían a las gradas a través de una red de galerías cubiertas (vomitorium). El escenario es ancho y bajo. El decorado consta de un muro adornado con columnatas, hornacinas y estatuas.
|                         |
| El teatro y alrededores |

|                                              |
| Puerta este y entrada a la calle del teatro. |

|                |
| Teatro romano. |

|                |
| Teatro romano. |

### Fuente cónica

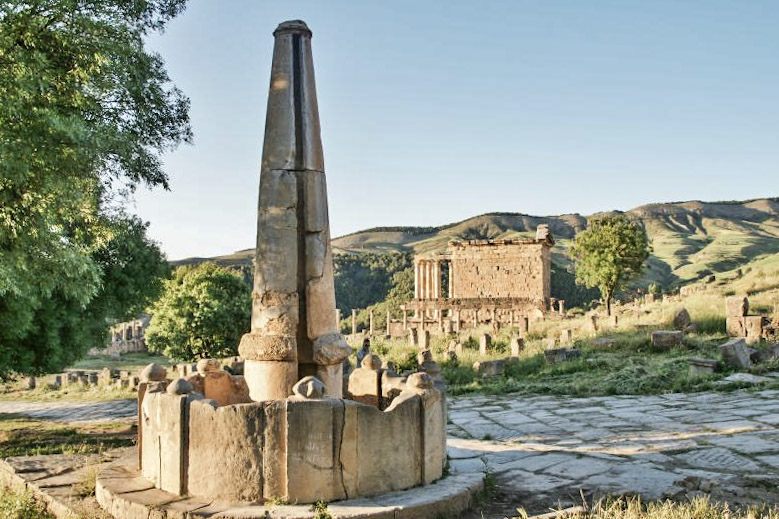
Fuente cónica y su ranura vertical para albergar la columna montante.

La fuente cónica está situada en la calle principal de los nuevos barrios, prolongación del cardo maximus, en las inmediaciones de las termas. Se trata de un notable monolito cónico que ocupa el centro de una pila circular; el agua llegaba hasta la parte superior por un caño alojado en una ranura vertical que se distingue dando la vuelta a la estructura. Esta fuente es del mismo tipo que la Meta Sudans que se encontraba cerca del Coliseo de Roma.

### Las grandes termas
Construidas en 183 bajo el reinado del emperador Cómodo, las grandes termas ocupan una superficie de 2600 m2. Las diferentes salas -vestuarios (apodyterium), gimnasio, baño de vapor seco (laconicum), baño de vapor húmedo (sudatorium), baño caliente (caldarium), baño templado (tepidarium), baño frío (frigidarium)- se distribuyen según un plano simétrico.
Las paredes revestidas de mármol y el suelo de mosaico se calentaban mediante un sistema de hipocausto. El vapor de una sala contigua donde se calentaba el combustible (praefurnium) se evacuaba a través de las paredes. Una de las salas calentadas conserva parte de las paredes dobles necesarias para la distribución del aire caliente. El edificio continúa hacia el norte con una gran terraza pavimentada que ofrece un vasto panorama de la ciudad.
Fuente cónica
Las termas, vistas desde el baptisterio.
Termas (vista parcial)
Termas (vista parcial)
|                |
| Fuente cónica. |

|                                          |
| Las termas, vistas desde el baptisterio. |

|                         |
| Termas (vista parcial). |

|                         |
| Termas (vista parcial). |

### Casa de Baco
La casa de Baco ocupa una superficie aproximada de 7000 m2. Consta de dos salas con ábsides y varios peristilos y jardines donde podían reunirse diversas sociedades, entre ellas los adoradores de Baco.

### Barrio cristiano
El periodo cristiano (siglo IV) dejó monumentos de gran interés: dos iglesias con criptas todas pavimentadas con mosaicos, con un rico bestiario e inscripciones, una pequeña capilla, un baptisterio en forma de rotonda con baños, un vasto complejo de ocio y locales, parte de los cuales debieron servir para alojar al clero. Una inscripción indica que la ciudad permaneció bajo dominio romano hasta 476.
|                   |
| Barrio cristiano. |

|                                     |
| El baptisterio y el museo al fondo. |

## Museo de Djémila
El Museo de Djémila se encuentra a la entrada del parque arqueológico. Alberga los restos arqueológicos descubiertos en el yacimiento. Contiene una colección única, por su número y variedad, de mosaicos de una rara frescura de color, que representan temas mitológicos, como el del santuario de Baco ((28 m2)), inspirado en la leyenda de Dioniso.
El museo tiene un jardín, un patio y tres salas cubiertas. El jardín contiene capiteles, columnas, estelas votivas o funerarias y diversas inscripciones. En el patio se exponen mosaicos y esculturas, incluidas los bustos de Septimio Severo y Julia Domna.
Las paredes y los suelos de las salas están decorados con enormes mosaicos que adornaban las casas y edificios de Cuicul: el baño de Venus, procedente del frigidarium de la casa del Asno victorioso, fechado a finales del siglo IV, el rapto de Europa por Júpiter metamorfoseado en toro, escenas del culto a Dioniso, un bestario, el rapto de Hilas por las ninfas, la escena de la gran cacería.
|                                            |
| Estatuas de Septimio Severo y Julia Domna. |

|                                                        |
| Patio del museo: cabeza monumental de Septimio Severo. |

|                            |
| Mosaico romano, bestiario. |

## Festivales internacionales
Cada año se organiza un festival internacional de la canción árabe en Djémila, en la Plaza de los Severos, que en 2011 llegó a su séptima edición. Debido a los daños causados al recinto, el festival se realizó, a partir de 2012, en un recinto al aire libre contiguo al museo. En agosto de 2019, el festival celebró su 15.ª edición, pero no se pudo celebrar su 16 edición en agosto de 2022 por los trágicos incendios en la zona.

## Amenazas
No se describen

## Personalidades originarias de Cuicul[3]
- Lucio Alfeno Seneción: gobernador de Britannia de 205 a 207.
- Gaius Valerius Pudens: gobernador de Pannonia Inferior, Germania Inferior, Britannia y de Africa Proconsularis.
- Claudius Subatianus Aquila: gobernador de Mesopotamia después de Egipto.
- Claudius Subatianus Proculus: gobernador de Numidia.